# Endre Hadik-Barkóczy

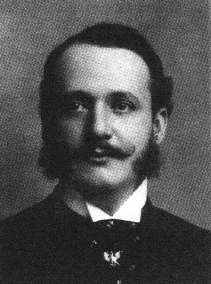
Endre Hadik-Barkóczy

Endre Graf Hadik-Barkóczy von Futak und Szala (* 1. November 1862 in Pálóc, Komitat Ung; † 4. März 1931 in Budapest) war ein ungarischer Politiker und Präsident des Magnatenhauses.

## Leben
Hadik-Barkóczy wurde als Sohn des Konteradmirals Béla Hadik geboren. Sein jüngerer Bruder war der spätere Ministerpräsident János Hadik. Er besuchte die Schule in Kassa, danach die Wirtschaftsakademie in Hohenheim und studierte Jura in Kassa, Berlin und Budapest. 1888 wurde Hadik-Barkóczy Mitglied des Magnatenhauses und im Folgejahr zum k.u.k. Kämmerer ernannt. 1892 wurde er als Mitglied der Liberalen Partei für den Wahlkreis Görgő im Komitat Szepes Mitglied des Abgeordnetenhauses des ungarischen Reichstag. In der Legislaturperiode von 1896 bis 1901 war Hadik-Barkóczy kein Abgeordneter, sondern erst wieder ab 1901, diesmal für den Wahlbezirk Nagymihály im Komitat Zemplén. 1904 trat er aus der Liberalen Partei aus. Bei den folgenden Wahlen trat er mit dem Programm der Andrássy-Partei an, konnte jedoch kein Mandat gewinnen. Daraufhin nahm er erneut seinen Sitz im Magnatenhaus ein, dessen Präsident er ab Juni 1917 ein Jahr lang war.